# 穆内西克莱斯
穆内西克莱斯（英語：Mnesikles），公元前5世纪后期人，古雅典建筑师，他设计了雅典卫城的山门。该门建于公元前437年至公元前432年，并未按照原始设计方案竣工。